# Матч по настольному теннису Микаэль Мэйс — Хао Шуай

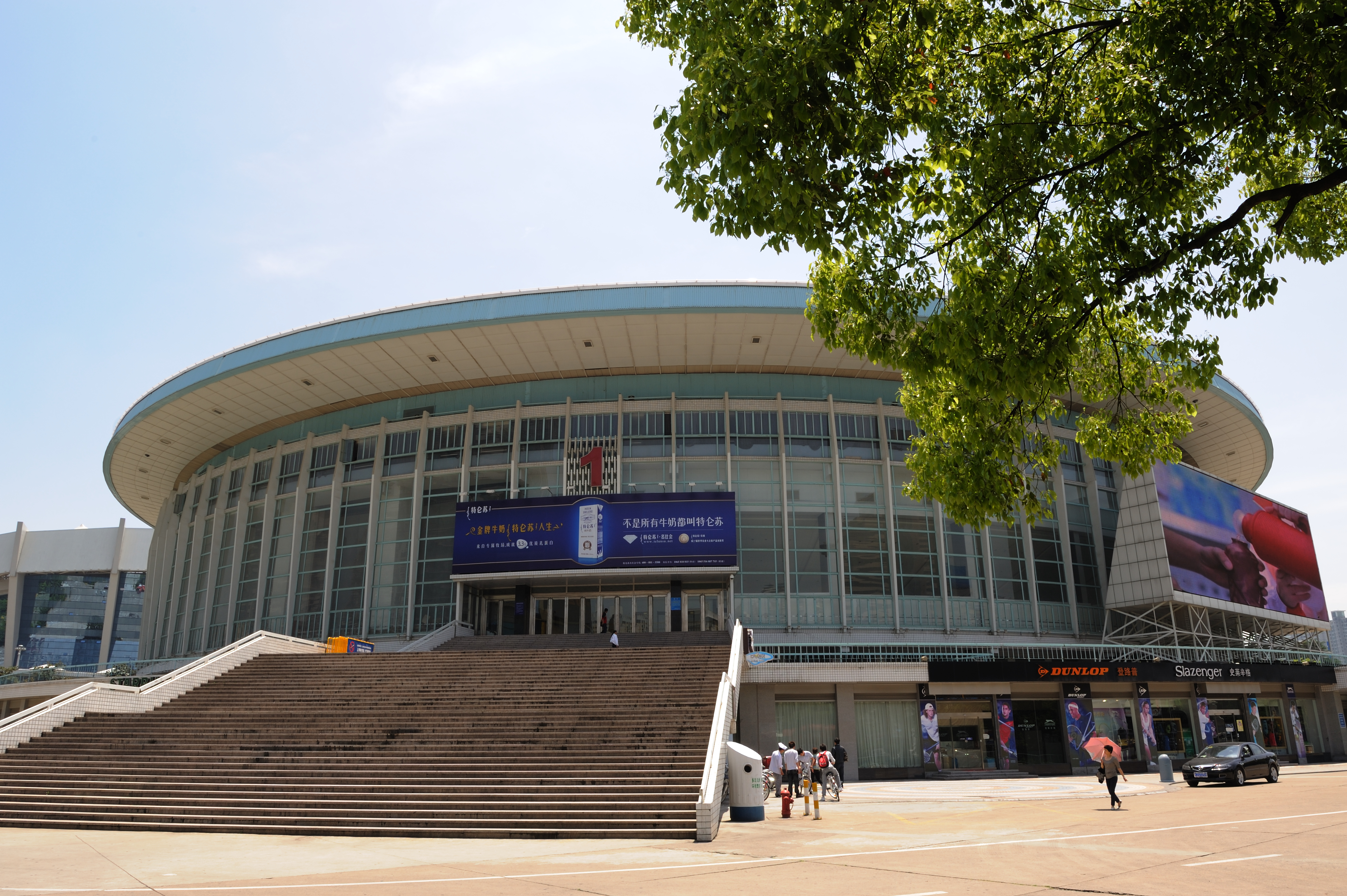
Арена Shanghai Indoor Stadium

Теннисный матч Микаэль Мэйс — Хао Шуай — матч четвертьфинала 48-го чемпионата мира по настольному теннису, состоявшийся 5 мая 2005 года между Микаэлем Мэйсом (Дания) и Хао Шуаем (КНР). Матч считается одним из самых известных в истории настольного тенниса камбеков (возвращений в игру). Мэйсу удалось уйти со счета 0:3 7:10, отыграть три матчбола и победить со счетом 4:3 китайского спортсмена на домашнем первенстве. Успеха удалось достигнуть благодаря неожиданной для противника тактической схеме. В 2005 году Микаэль Мэйс был признан спортсменом года в Дании.

## Описание матча
48-й чемпионат мира по настольному теннису. Мужской одиночный разряд. ¼ финала. 5 мая 2005 года. 13:00
Матч из семи партий
| Игроки       | 1  | 2  | 3  | 4  | 5  | 6  | 7  |
| ------------ | -- | -- | -- | -- | -- | -- | -- |
| Микаэль Мэйс | 5  | 8  | 6  | 12 | 11 | 11 | 11 |
| Хао Шуай     | 11 | 11 | 11 | 10 | 7  | 9  | 6  |

Тренеры: Питер Сарц (Дания) — Ву Джинпин (КНР)

## Путь к четвертьфиналу
Чемпионат мира был «домашним» для китайской сборной, что обусловило более тщательную подготовку. Тренеры держали в памяти неудачу 2003 года, когда мужской титул выиграл Вернер Шлагер (китайские игроки даже не пробились в финал), и проигрыш золота Олимпийских игр 2004 года.
У Мэйса относительно сложный матч был во втором круге с хорватом Роко Тошичем (4:2). Датчанин неожиданно легко, со счётом 4:0, обыграл в четвёртом круге многообещающего новичка сборной Китая, третьего сеянного Ван Хао. К стадии ¼ финала Европу на чемпионате мира представляли только два спортсмена — Микаэль Мэйс и швед Петер Карлссон. В четвертьфинале Мэйс вышел на ровесника Ван Хао, второго новичка сборной и дебютанта чемпионатов мира Хао Шуая. У китайского игрока самый сложный матч на предварительной стадии сложился с Калиникосом Креангой (4:2).
24-летний Мэйс считался разносторонним игроком, с нестандартным игровым мышлением, волевым, способным поставить задачи перед противником любого уровня. На предыдущем дебютном чемпионате мира он выбыл уже в первом круге. 22-летний Хао Шуай пока не добился громких успехов, дебютировав в составе сборной в 19 лет. Оба игрока левши, с европейской хваткой ракетки, исповедовавшие атакующий стиль. До чемпионата 2005 года они встречались дважды и обе встречи Мэйс проиграл 3:4. Хао Шуай был посеян на мировом первенстве 27-м номером, Мэйс выше его — 19-м. Так произошло потому, что сезон 2005 оказался весьма успешным для датчан. На чемпионате Европы сборная Дании, лидером которой был Мэйс, выиграла золото. Тем не менее китайский игрок считался явным фаворитом предстоящей встречи.

## Ход матча
Матч начался 5 мая 2005 года в 13:00 по времени Шанхая. Центральный телеканал Дании DR1 вел прямой репортаж, начавшийся в 7 утра. Как и весь чемпионат, он прошел на арене Shanghai Indoor Stadium, вмещавшей 12 тыс. зрителей. В день матча арена была полностью заполнена зрителями, бурно поддерживавшими местных спортсменов. Начало матча прошло полностью под диктовку китайского спортсмена. Оба теннисиста играли в ближней зоне. В основном использовали короткие топ-спины со стола, скидки, блоки, без продолжительных розыгрышей. Мэйс пытался поменять игру, разнообразить подачу, но безуспешно. Первые три сета он проиграл 5:11, 8:11, 6:11, практически без шансов на успех. Во втором сете, проигрывая 5:8, Хао Шуай взял шесть очков подряд и оставил партию за собой. В третьем сете датчанин временно захватил инициативу, повел 5:2, однако противник выровнял положение. При счете 2:0 и 6:7 датчанин взял единственный разрешенный тайм-аут, пообщался с тренером Питером Сарцем, но игра не поменялась. В третьем сете при счете 7:4 таймаут взял его противник.

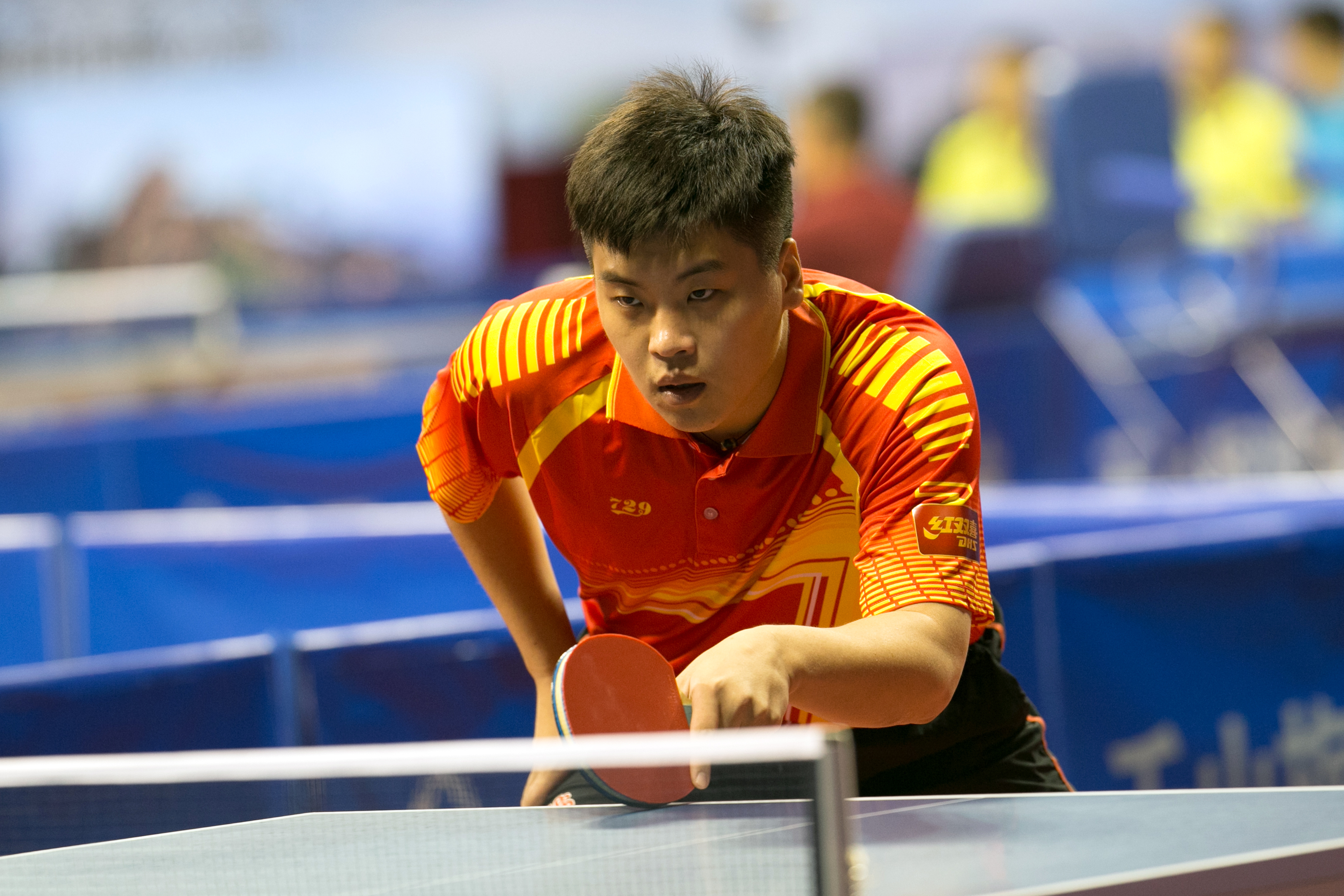
Хао Шуай

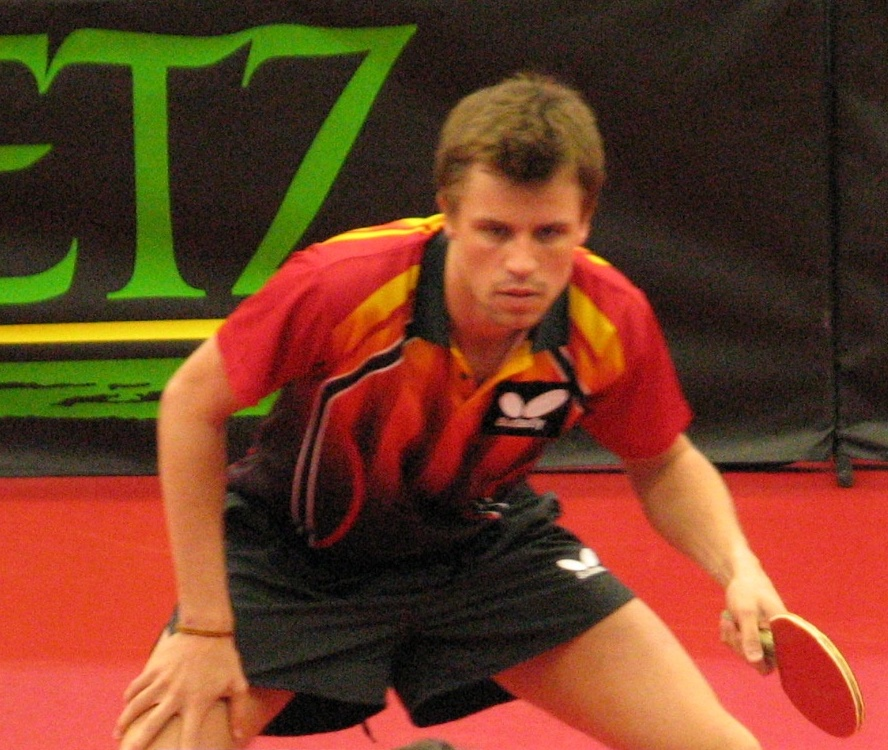
Микаэль Мэйс

В четвертом сете, проигрывая 5:9, Мэйс решил поменять тактику. Памятуя о схеме игры, применённой против Ван Хао, он перешел на «свечи». Мэйс рисковал, высоко подбрасывая и опуская мячи максимально близко к кромке стола. Так он выиграл два очка, проиграл одно и добрался до первого матчбола Хао Шуая 7:10. У китайского игрока было три попытки выиграть матч. После самого длительного розыгрыша в матче (18 ударов), с несколькими высокими свечами, счет стал 8:10. В следующем розыгрыше Мэйс ввел мяч в игру короткой диагональной подачей. Хао Шуай захватил инициативу, отодвинул противника от стола неожиданным блоком и вернул назад коротким ответом. Мэйс на этом противоходе поскользнулся, упал на пол и бросил относительно невысокий, удобный мяч направо. По мнению специалистов, этот момент стал решающим во всей встрече. Китайский игрок имел достаточно времени для принятия решения. Он мог спокойно, аккуратно скинуть мяч под сетку, и «отыгранный» противник был бы бессилен ответить. Вместо этого Хао Шуай решил нанести сильный диагональный форхенд и угодил в сетку. Хао Шуай проиграл и следующее очко на простой скидке, и счет сравнялся. Получив шанс, Мэйс довел сет до победы 12:10.
В дальнейшем датчанин уже не упускал инициативу, время от времени прибегая к свечам, которые ставили в тупик противника. Противник потерял контроль над матчем. В 6 и 7 сете была локальная борьба, но Мэйс уверенно выигрывал концовки. В седьмом сете датчанин, к смене сторон, вел уже 5:0 и обеспечил себе решающее преимущество. Матч завершился победой Микаэля Мэйса со счетом 4:3. В послематчевом интервью Микаэль отметил, что, выходя на игру, держал в уме возможность переключения на игру со свечами и верил в себя, в то, что сможет обыграть китайского спортсмена.

Обычно китайцы очень уверенно играют против европейских игроков, потому что знают, что всегда победят, но они не знали как отреагировать на меня.
Оригинальный текст (англ.)
Normally the Chinese are very confident against the European players because they know they always win, " the world number 19 said. "But they don’t know how to react against me
— 
Хао Шуай в интервью откровенно признался, что не предполагал, что противник окажет сопротивление при счете 0:3 и трех матчболах.

## Значение и оценка
Исход встречи привлек широкое внимание. На сайте чемпионата после матча был проведен опрос, на котором большинство болельщиков проголосовало за то, что хотели бы в финале увидеть противостояние датчанина и китайского игрока, а не предсказуемое китайское дерби. В полуфинале, куда пробился Мэйс, тактика со свечами не сработала. Лидер китайской сборной Ма Линь, будучи технически гораздо более подготовленным и психологически устойчивым, легко справился с подбросами противника. Мэйс проиграл 0:4 и остался бронзовым медалистом чемпионата. Тем не менее победа европейского игрока над двумя китайскими спортсменами на домашнем чемпионате стала одной из самых громких сенсаций. В дальнейшем Мэйс еще один раз встречался с Хао Шуаем, но встреча в четвертьфинале осталась единственной победой над китайским спортсменом.
Специалисты считают, что матч морально надломил Хао Шуая. На чемпионате Азии в 2005 году китаец проиграл Дзюну Мидзутани. Японский игрок использовал ту же схему, что датчанин, и преуспел. Китайские тренеры признали пробелы в техническом оснащении их подопечного и слабости в психологической устойчивости. Хао Шуай остался в сборной, представлял свою страну и на следующих первенствах мира, но выше серебра в парах не поднялся. Индивидуальные награды на чемпионатах мира и Азии ему так и не покорились.
Игра с высокими мячами обычно не встречается в арсенале ведущих игроков как основной тактический прием, только как вынужденная мера в глухой обороне. Опытные спортсмены, как правило, уверенно играют на подброшенных мячах и доводят такой розыгрыш до победы. Одним из последних представителей современной эры, активно использовавших подобный прием, был чемпион мира 1977 года в миксте Жак Секретен. К свечам нередко прибегают в выставочных и показательных встречах. Микаэль Мэйс хорошо владел свечами, в том числе и благодаря регулярному участию в показательных матчах. Как оказалось, в арсенал спортсменов из Китая не входила атака по высоким мячам, хотя их тренировки очень разнообразны. Тренировка китайских игроков включала даже спарринги со специально подготовленными игроками, имитирующими манеру ведущих европейских теннисистов. В своей подготовке они внимательно следят за новинками и изменениями в манере. Однако Микаэлю удалось найти нестандартный элемент игры. Он заметил слабость в игре китайских спортсменов и успешно ей воспользовался. Впрочем, матч, хотя и привлек внимание необычной игрой Микаэля, показал его как разносторонне подготовленного защитника. Из 11 выигранных в обороне мячей Мэйс только 6 взял игрой на свечах.
В 2005 году Микаэль Мэйс победил в конкурсе «спортсмен года Дании», в номинации «выбор спортсменов». По версии ресурса Bleacher Report, победа Мэйса вошла в число 50 самых известных камбэков в истории мирового спорта.